# Золотой луч
Золотой луч — ежегодная национальная премия среди неэфирных тематических телеканалов, транслируемых на территории России на русском языке исключительно посредством спутниковых, кабельных и Интернет-операторов. Цель премии «Золотой луч» — определять стандарты качества в области создания тематических программ и каналов, а также содействовать дальнейшему развитию индустрии. «Золотой луч» — вторая после ТЭФИ премия в области телевидения в истории РФ.

## История
Премия учреждена в 2009 году Национальной ассоциацией телерадиовещателей (НАТ). В 2011 году организаторами Премии стали Eutelsat Communications и ОАО «НТВ-ПЛЮС». Мероприятие также проходит при поддержке Министерства связи и массовых коммуникаций РФ и европейской премии HOT BIRD™ TV Awards.
В состав профессионального жюри Национальной премии «Золотой луч» 2011 во главе с Председателем жюри Кареном Шахназаровым вошли мэтры отечественной журналистики и общественные деятели в области телерадиовещания такие, как:
- А.Акопов
- А.Бородина
- Д.Дондурей
- Т.Канделаки
- К.Клейменов
- Н.Орлов
- Ю.Прохоров
- Э.Сагалаев
- М.Симоньян
- Ю.Николаев
- В.Кикнадзе
- А.Хреков

## Номинации
Конкурс проходит по 11 номинациям:
- Телеканалы: кино и сериалы;
- Телеканалы: информация и публицистика;
- Познавательный телеканал;
- Развлекательный телеканал;
- Детский телеканал;
- Спортивный телеканал;
- Музыкальный телеканал;
- Лучший семейный телеканал;
- Телеканалы: Увлечения и стиль жизни;
- Лучший ведущий;
- Дизайн и стиль телеканала.

Также учреждаются специальные призы:
- За развитие спутникового вещания в регионах России (приз присуждается от имени ФГУП «Космическая связь»);
- Выбор зрителей;
- Выбор прессы;
- Телевидение в интернете
- Выбор жюри (выбираются членами жюри из всех каналов участников):
  - Телеканал представляющий Россию на церемонии Европейской премии HOT BIRD™ TV Awards;
  - За личный вклад в развитие неэфирного телевидения России;
  - Открытие года.

Критерии оценки — территория вещания канала, объем аудитории, среда распространения, объем программ собственного производства, оригинальность идеи канала и способы её реализации, разнообразие программного наполнения.

## Лауреаты

### 2011
Церемония проходила 29 сентября в к/т «Октябрь». Прямая трансляция велась только через твиттер «Триколор ТВ» Архивная копия от 22 июля 2016 на Wayback Machine.

#### События
- День рождения гендиректора ОАО «НТВ-Плюс» Дмитрия Самохина.

#### Номинации
| Номинация                     | Победитель                      | Другие номинанты                                                   |
| ----------------------------- | ------------------------------- | ------------------------------------------------------------------ |
| Кино и сериалы                | Universal Channel               | AXN Sci-Fi                                                         |
| Кино и сериалы — Россия       | Дом кино                        | Киносоюз, Комедия ТВ                                               |
| Музыкальный канал             | Европа Плюс ТВ                  | Ля-минор, Mezzo                                                    |
| Развлекательный канал         | Парк развлечений                | Кухня ТВ, Эгоист                                                   |
| Информация и публицистика     | Дождь                           | Успех ТВ, Мир                                                      |
| Детский канал                 | Радость моя                     | Nickelodeon, Cartoon Network                                       |
| Спортивный канал              | НТВ+Футбол                      | Боец, Спорт-1                                                      |
| Познавательный канал          | Animal Planet                   | Discovery Channel                                                  |
| Познавательный канал — Россия | Домашние животные               | 365 дней, Наука 2.0                                                |
| Семейный канал                | Канал Disney                    | Gulli, Загородная жизнь                                            |
| Увлечения и стиль жизни       | Загородная жизнь, Интересное ТВ | Ocean TV                                                           |
| Лучший телеведущий            | Владимир Молчанов (Ностальгия)  | Михаил Ефремов (365 дней), Екатерина Шергова (Совершенно секретно) |
| Дизайн канала                 | Европа Плюс ТВ                  | Успех, Ocean-TV                                                    |

#### Специальные призы
- ТВ в Интернете — «Вести.ru», «Дождь»
- За развитие спутникового ТВ в России (приз от ФГУП «Космическая связь») — «Наука 2.0»
- За вклад в развитие инновационноно телевидения в России (приз от ЗАО «НСК») — «Нано ТВ»
- Представление России на премии «Hot Bird TV Awards» — «Russia Today»
- Спецприз канала «Russia Today» — Андрей Понкратов («Моя планета»)
- Выбор прессы — «Успех ТВ»
- Открытие года — «Еврокино»
- Выбор зрителей — «Спорт-1»